# Saturate
| Оценки критиков | Оценки критиков |
| Источник        | Оценка          |
| --------------- | --------------- |
| AllMusic        | [ 3 ]           |
| Bullz-Eye       | [ 4 ]           |

Saturate (рус. Насыщение) — дебютный студийный альбом рок-группы Breaking Benjamin, вышедший 27 августа 2002 года. 15 сентября 2015 года альбому был присуждён золотой статус RIAA.

## Об альбоме
Группа подписала контракт с Hollywood Records после их изданного самостоятельно в 2001 году «Breaking Benjamin EP», разошедшегося тиражом в 2000 экземпляров, ни один из которых не залежался на полках магазинов.
Запись Saturate проходила с апреля по май 2002 года с продюсером Улрихом Вайлдом и 27 августа альбом появился на прилавках.
Saturate состоит 12 треков (бонустрек «Forever» на первых тиражах альбома отсутствовал) и представляет по стилю смесь пост-гранжа и альтернативного рока, но уклон больше шёл на пост-гранж.
Настала пора задуматься о первом сингле, но верхушка Hollywood Records решила, что «Polyamorous» и так неплохо продвигается, так что этот старый клип был заново выпущен в эфир. Единственное его отличие от предшественника — звуковая дорожка. На Saturate «Polyamorous» был смикширован и сыгран более профессионально, чем на Breaking Benjamin EP. Но клип не прижился. Очень очевидны несоответствия между звуковой дорожкой и изображением. Многие подметили, что видеоряд отстаёт от песни а во время крика Бен вообще держит рот закрытым (на версии Breaking Benjamin EP песня «Polyamorous» не содержит криков). Исправленный клип не прижился, поэтому транслировалась по канала старая версия с старой звуковой дорожкой.
Когда было ясно, что «Polyamorous» сделал всё, что можно (29 место в Mainstream Rock), Hollywood задумались о выпуске нового сингла. Бен и компания отдавали своё предпочтени к песне «Medicate», но Hollywood отказался, так как, по мнению лейбла, «Medicate» слишком похож на «Polyamorous», поэтому Breaking Benjamin готовились к изданию своего второго сингла «Skin». Но сингл не оправдал ожиданий Hollywood.
Зато игровая компания Interplay закупила у группы права на два сингла — «Polyamorous» и «Home» для своей игры Run Like Hell. Также лейблом было принято решение переснять клип на «Polyamorous» — а именно выпустить официальное видео, где под «Polyamorous» показываются отрывки из Run Like Hell. Но ожидания боссов Hollywood опять не оправдались, поэтому лейбл всё же разрешил группе выпустить «Medicate» в виде сингла. Сингл превзошёл все ожидания, заняв 17 место в Mainstream Rock. А больше всего группу обрадовало то, что сам Saturate добрался до второго места в Top Heatseekers и был номинирова сразу на две Грэмми.
Плюс ко всему успешное турне с 3 Doors Down и Staind помогло Breaking Benjamin с первым же альбомом встать в один ряд с такими исполнителями, как Nickelback, Creed, Godsmack, Deftones, те же 3 Doors Down и Staind.

## Список композиций
1. Wish I May (03:59)
2. Medicate (03:45)
3. Polyamorous (02:57)
4. Skin (03:20)
5. Natural Life (04:00)
6. Next to Nothing (03:44)
7. Water (04:12)
8. Home (03:37)
9. Phase (04:31)
10. No Games (03:36)
11. Sugarcoat (03:38)
12. Shallow Bay (04:05)
13. Forever (03:56)

## Чарты
| Чарт (2002 г.)                 | Позиция в чарте |
| ------------------------------ | --------------- |
| US Billboard 200               | 136             |
| US Top Heatseekers (Billboard) | 2               |

| Год  | Песня         | US Alt. | US Main. |
| ---- | ------------- | ------- | -------- |
| 2002 | «Polyamorous» | 31      | 25       |
| 2003 | «Skin»        | 37      | 24       |

## Сертификации
| Регион                                                      | Сертификация | Продажи  |
| ----------------------------------------------------------- | ------------ | -------- |
| США (RIAA)                                                  | Золотой      | 500 000^ |
| ^ Данные о тиражах приведены только на основе сертификации. |              |          |